# Mike Viola
Michael A. Viola (Stoughton, 26 de setembre de 1966) és un productor, músic, compositor i cantant nord-americà, conegut sobretot pel seu treball amb Panic! a The Disco, Andrew Bird, Ryan Adams, JS Ondara, Mandy Moore i Jenny Lewis. La seva música original ha aparegut a les bandes sonores de pel·lícules com That Thing You Do!, Walk Hard: The Dewey Cox Story, and Him to the Greek.
Viola va començar a mitjans de la dècada de 1990 com a arquitecte musical de la banda Candy Butchers de Nova York, llançant tres àlbums aclamats per la crítica amb RPM/Sony Records abans de centrar-se en la producció musical.

## Treball de banda sonora
Viola, juntament amb l'amic Adam Schlesinger de Fountains of Wayne, van coproduir la cançó que va titular la pel·lícula de 1996 de Tom Hanks That Thing You Do!. La selecció va rebre una nominació a l'Oscar a la millor cançó original. Viola va cantar com a protagonista a la cançó, i com a veu cantant del personatge de Johnathon Schaech, Jimmy, també va cantar en altres temes de la pel·lícula, com "Little Wild One" i "All My Only Dreams".
Per a la pel·lícula de 2007 de Jake Kasdan / Judd Apatow, Walk Hard: The Dewey Cox Story , Viola va escriure o coescriure "A Life Without You (Is No Life at All)", "Darling", "(I Hate You) Big Daddy ", "Dear Mr. President", "Beautiful Ride", "Sir Ringe The Marshmallow Elephant" i "Let Me Hold You Little Man". Viola va exercir com a director musical en una gira promocional de la pel·lícula el desembre de 2007, amb John C. Reilly interpretant el seu personatge fictici de Dewey Cox.
Viola també va contribuir a la composició de cançons per al personatge de Russell Brand, Aldous Snow, a la pel·lícula Get Him to the Greek del 2010, incloent-hi "African Child", "The Clap", "I Am Jesus", "Searching For a Father in America", "Little Bird", i "Parets peluts". El 2012, va interpretar el personatge de Franky en dues cançons promocionals del videojoc Club Penguin, "Anchors Aweigh" i "Ghosts Just Wanna Dance".

## Com a compositor, músic o productor
| Year | Artist                         | Label           | Song | Album                                     | Role                                     |
| ---- | ------------------------------ | --------------- | --- | ----------------------------------------- | ---------------------------------------- |
| 2022 | Panic! At the Disco            | Fueled by Ramen | All songs | Viva Las Vengeance                        | Producer, Musician, Singer, Writer       |
| 2022 | J.S. Ondara                    | Verve Forecast  | All songs | Tax Code 1: Telepathy Of a Mammoth        | Producer                                 |
| 2022 | Andrew Bird                    | Loma Vista      | All songs | Inside Problems                           | Producer, Musician, Singer               |
| 2022 | Mandy Moore                    | Verve Forecast  | All songs | In Real Life                              | Producer, Musician, Singer, Writer       |
| 2022 | Noam Weinstein                 |                 | All songs | Undivorceable                             | Producer, Musician, Singer               |
| 2021 | Andrew Bird, Jimbo Mathus      |                 | All songs | These 13                                  | Producer, Musician, Singer               |
| 2021 | Andrew Bird                    |                 | "Greenwine" | Hark!                                     | Producer                                 |
| 2021 | Semisonic                      |                 | "Basement Tapes" | You're Not Alone                          | Songwriter                               |
| 2021 | Allie Crow Buckley             |                 | All songs | Moonlit and Devious                       | Songwriter, Musician, Producer           |
| 2020 | Mandy Moore                    |                 | "I'd Rather Lose", "Save A Little For Yourself", "Fifteen", "Tryin' My Best, Los Angeles", "Easy Target", "When I Wasn't Watching", "Forgiveness", "Stories Reminding Myself of Me", "If That's What It Takes", "Silver Landings"                                                                                              | Silver Landings                           | Songwriter, Musician, Producer           |
| 2020 | Watkins Family Hour            |                 | "The Cure", "Neighborhood Name", "Just Another Reason", "Snow Tunnel", "Lafayette", "Fake Badge, Real Gun", "Miles of Desert Sand", "Bella and Ivan", "Accidentally Like a Martyr", "Keep It Clean" | Brother Sister                            | Songwriter, Musician, Producer           |
| 2019 | Mandy Moore                    |                 | "When I Wasn't Watching" | When I Wasn't Watching (single)           | Songwriter, Musician, Producer, Engineer |
| 2019 | Andrew Bird                    |                 | "Archipelago" | My Finest Work Yet                        | Musician                                 |
| 2019 | Jonathan Rice                  |                 | "The Long Game", "Silver Song", "Hollow Jubilee", "Meet the Mother", "Naked in the Lake", "Below the Deck", "Another Cold One", "Change", "Millions of Miles", "Friends" | So Romantic (EP)                          | Musician, Producer                       |
| 2019 | Allie Crow Buckley             |                 | All songs | So Romantic                               | Songwriter, Musician, Producer           |
| 2019 | Allie Crow Buckley             |                 | "As I Walk Into the Sea", "Cusco", "Cherry Stems", "Captive", "Fool Around", "Changes" | So Romantic (EP)                          | Songwriter, Musician, Producer           |
| 2018 | J.S. Ondara                    |                 | "American Dream", "Torch Song", "Saying Goodbye", "Days of Insanity", "Television Girl", "Turkish Bandana", "Lebanon", "Good Question", "Master O'Connor", "Give Me A Moment", "God Bless America", "Saying Goodbye - Boulevard Demo", "Torch Song - Echo Park", "Milk and Honey", "Hearts Of Gold", "I'm Afraid Of Americans" | Tales Of America                          | Musician, Producer, Engineer             |
| 2018 | Van William                    |                 | "Before I Found You", "The Country", "You'll Be On My Mind" | Countries                                 | Songwriter                               |
| 2018 | Vulfpeck                       |                 | "For Survival" | Hill Climber                              | Musician; Songwriter                     |
| 2017 | Dan Wilson                     |                 | All songs | Re-Covered                                | Producer, Musician, Singer               |
| 2017 | Shania Twain                   |                 | "Life's About To Get Good" | Now (Deluxe)                              | Musician                                 |
| 2017 | Ryan Adams                     |                 | "Prisoner", "Do You Still Love Me" | Prisoner                                  | Songwriter; musician                     |
| 2017 | WATERS                         |                 | "Molly is a Babe," "Something More," "Modern Dilemma" | Something More!                           | Songwriter, Musician, Producer           |
| 2016 | Panic! at the Disco            |                 | "Victorious" | Death of a Bachelor                       | Songwriter                               |
| 2016 | LOLO                           |                 | "No Time For Lonely" | In Loving Memory of When I Gave a Shit"   | Songwriter                               |
| 2016 | MAX                            |                 | "Hell's Kitchen Angel," "Mug Shot" ft. Sirah | Hell's Kitchen Angel                      | Songwriter                               |
| 2016 | The Monkees                    |                 | | Good Times!                               | Musician                                 |
| 2016 | Teddy Thompson and Kelly Jones |                 | All songs | Little Windows                            | Producer, musician                       |
| 2015 | Matt Nathanson                 |                 | "Gold in the Summertime", "Show Me Your Fangs" | Show Me Your Fangs                        | Songwriter                               |
| 2015 | Butch Walker                   |                 | All songs | Afraid of Ghosts                          | Musician                                 |
| 2015 | New Politics                   |                 | "Pretend We're in a Movie" | Vikings                                   | Songwriter                               |
| 2015 | Andrew McMahon                 |                 | "High Dive," "Black & White Movies," "Driving Through A Dream," "Halls" "Rainy Girl," "Maps for the Getaway," "Lottery Ticket," "Art School Girlfriend," "Cecilia and the Satellite" | Andrew McMahon in the Wilderness          | Songwriter, Producer, Engineer           |
| 2015 | Ryan Adams                     |                 | "Magic Flag" | Vampires 7"                               | Songwriter, Musician                     |
| 2014 | Ryan Adams                     |                 | "Gimme Something Good", "Kim," "Trouble," "Am I Safe," "My Wrecking Ball," "Stay with Me," "Shadows," "Feels Like Fire," "I Just Might," "Tired of Giving Up," "Let Go" | Ryan Adams                                | Producer, Musician                       |
| 2014 | Matt Nathanson                 |                 | "Earthquake Weather," "Mission Bells," "Kinks Shirt," "Sky High Honey," "Kill The Lights," "Heart Starts" | The Last of the Great Pretenders          | Songwriter, Producer, Musician, Engineer |
| 2014 | Jenny Lewis                    |                 | | The Voyager                               | Producer, Musician                       |
| 2014 | Brett Dennen                   |                 | "Out of My Head" | Smoke and Mirrors                         | Songwriter                               |
| 2014 | Jill Sobule                    |                 | All songs | Dottie's Charms                           | Songwriter, Producer, Musician           |
| 2013 | New Politics                   |                 | "Harlem" | A Bad Girl in Harlem                      | Songwriter                               |
| 2013 | Fall Out Boy                   |                 | | Pax Am Days                               | Producer                                 |
| 2013 | Lori McKenna                   |                 | "Love Can Put It Back Together" |                                           | Songwriter                               |
| 2012 | Karise Eden                    |                 | "You Won't Let Me" | My Journey                                | Songwriter                               |
| 2012 | Rachael Yamagata               |                 | "Heavyweight" | Heavyweight (EP)                          | Songwriter, Musician                     |
| 2012 | Noam Weinstein                 |                 | | Clocked                                   | Producer, musician                       |
| 2011 | Will Dailey and the Rivals     |                 | "Best Friend" | Will Dailey and the Rivals                | Songwriter                               |
| 2011 | Rachael Yamagata               |                 | "You Won't Let Me," "Dealbreaker," "I Don't Want to Be Your Mother" | Chesapeake                                | Songwriter, Musician                     |
| 2011 | Rachael Yamagata               |                 | "I'm Going to Go Back There Someday" | Muppets: The Green Album                  | Producer, Musician                       |
| 2011 | Gin Wigmore                    |                 | "Dirty Love" | Gravel and Wine                           | Songwriter                               |
| 2010 | Jeremy Fisher                  |                 | "All We Want is Love" | Flood                                     | Songwriter, Musician, Producer           |
| 2010 | Infant Sorrow                  |                 | "Furry Walls", "The Clap", "I Am Jesus", "African Child (Trapped in Me)", "Little Bird", "Searching For a Father" | Get Him to the Greek soundtrack           | Songwriter, Musician                     |
| 2009 | Mandy Moore                    |                 | "Merrimack River," "Fern Dell," "I Could Break Your Heart Any Day of the Week," "Pocket Philosopher," "Song About Home," "Love To Love Me Back," "Indian Summer," "Nothing Everything," "Bug" | Amanda Leigh                              | Songwriter, Producer, Musician           |
| 2009 | John Wesley Harding            |                 | "Love Or Nothing," "Sick Organism," "Congratulations (On Your Hallucinations)" | Who Was Changed and Who Was Dead          | Songwriter, Musician                     |
| 2008 | Tim Christensen                |                 | "Superior" | Superior                                  | Songwriter                               |
| 2007 | Dewey Cox                      |                 | "A Life Without You (Is No Life at All)", "Beautiful Ride", "Dear Mr. President", "Mulatto Song", "Let Me Hold You Little Man", "I Hate You (Big Daddy)", "Darling", "Hole in My Pants", "Who Wants To Party", "Weeping on the Inside"                                                                                         | Walk Hard: The Dewey Cox Story soundtrack | Songwriter                               |
| 2006 | L.E.O.                         |                 | "Distracted", "Make Me" | Alpacas Orgling                           | Songwriter, Musician                     |
| 2004 | The Figgs                      |                 | | Palais                                    | Musician                                 |
| 2003 | Rasputina                      |                 | "Bad Moon Rising", "Wish You Were Here", "Tourniquette", "Fire and Ice", "This Little Piggy", "All Tomorrow's Parties", "Rock N Roll" | The Lost and Found                        | Musician, Producer                       |
| 2002 | The Figgs                      |                 | | Slow Charm                                | Musician                                 |
| 1998 | Rasputina                      |                 | "The Olde HeadBoard" | How We Quit The Forest                    | Musician                                 |
| 1996 | Mono Puff                      |                 | | Unsupervised                              | Musician                                 |
| 1996 | The Wonders                    |                 | "That Thing You Do" | That Thing You Do! soundtrack             | Producer, Musician                       |

## Discografia
| Curs | Artista                         | Àlbum                                    | Rol                                    |
| ---- | ------------------------------- | ---------------------------------------- | -------------------------------------- |
| 1996 | Carnissers de caramels          | En directe a La Bonboniere (EP)          | Compositor, productor, músic           |
| 1999 | Mike Viola i els Candy Butchers | Posem-nos seriosos (EP)                  | Compositor, músic, productor           |
| 1999 | Mike Viola i els Candy Butchers | Fem Nadal (EP)                           | Compositor, músic, productor           |
| 1999 | Carnissers de caramels          | Caient al lloc                           | Compositor, músic, productor           |
| 2001 | Mike Viola                      | Temple de l'estàtica                     | Compositor, músic, productor           |
| 2002 | Carnissers de caramels          | Juga amb el teu cap                      | Compositor, músic, productor           |
| 2004 | Carnissers de caramels          | Espera Mike                              | Compositor, músic productor            |
| 2005 | Mike Viola                      | Just abans de fosc                       | Compositor, músic, productor           |
| 2006 | Carnissers de caramels          | Making time (Candy Butchers 1994 – 1996) | Compositor, músic, productor           |
| 2007 | Mike Viola                      | Esbaladeix                               | Compositor, músic, productor           |
| 2010 | Mike Viola i Kelly Jones        | meló                                     | Compositor, músic, productor           |
| 2011 | Mike Viola                      | Electro De Perfecto"                     | Compositor, músic, productor           |
| 2011 | Mike Viola                      | Primer 2011 (Col·lecció)                 | Compositor, músic, productor           |
| 2012 | Mike Viola                      | Acous De Perfecto                        | Compositor, músic, productor           |
| 2013 | Mike Viola                      | Ghoul                                    | Compositor, músic, productor           |
| 2015 | Mike Viola                      | Stairway to Paradise (EP)                | Compositor, músic                      |
| 2018 | Mike Viola                      | L'Egipte americà                         | Compositor, músic, productor, enginyer |
| 2018 | Mike Viola                      | Aquí anem, és temps de Nadal (EP)        | Compositor, músic, productor, enginyer |
| 2018 | Mike Viola                      | Bitten and Cursed (EP)                   | Compositor, músic, productor, enginyer |
| 2020 | Mike Viola                      | Godmuffin                                | Compositor, músic, productor, enginyer |
| 2023 | Mike Viola                      | Paul McCarthy                            | Compositor, músic, productor, enginyer |